# Estimata clavata
Estimata clavata är en fjärilsart som beskrevs av George Francis Hampson 1907. Estimata clavata ingår i släktet Estimata och familjen nattflyn. Inga underarter finns listade i Catalogue of Life.

## Bildgalleri

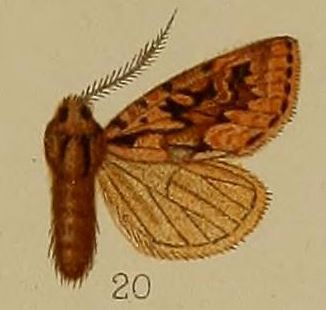